# St. Paulus (Schwaan)

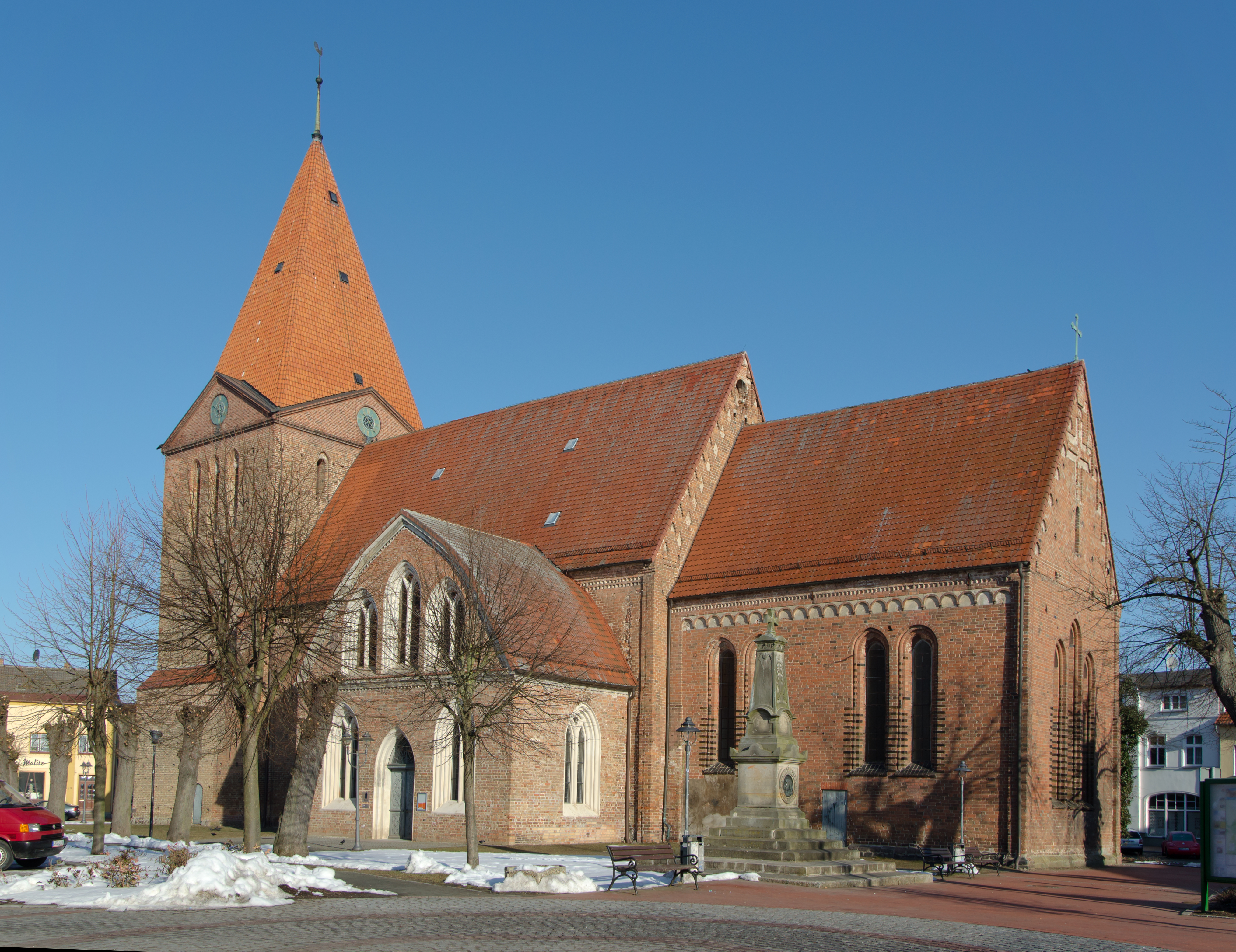
St. Paulus aus südöstlicher Richtung

Die St.-Paulus-Kirche ist die Kirche der Evangelisch-Lutherischen Kirchgemeinde Schwaan im Landkreis Rostock. Die Gemeinde gehört zur Kirchenregion Güstrow in der Propstei Rostock im Kirchenkreis Mecklenburg der Evangelisch-Lutherischen Kirche in Norddeutschland.

## Baubeschreibung

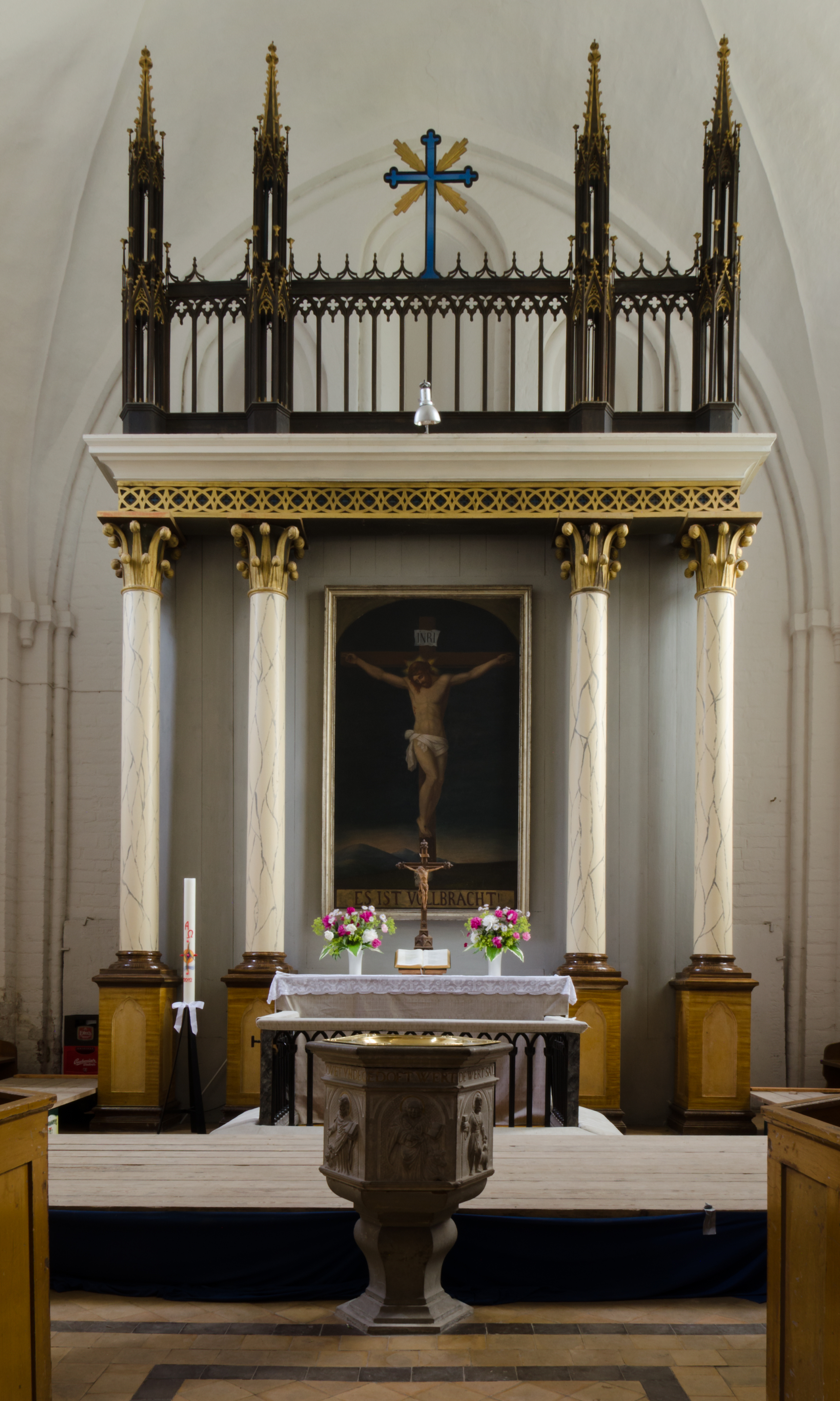
Altar

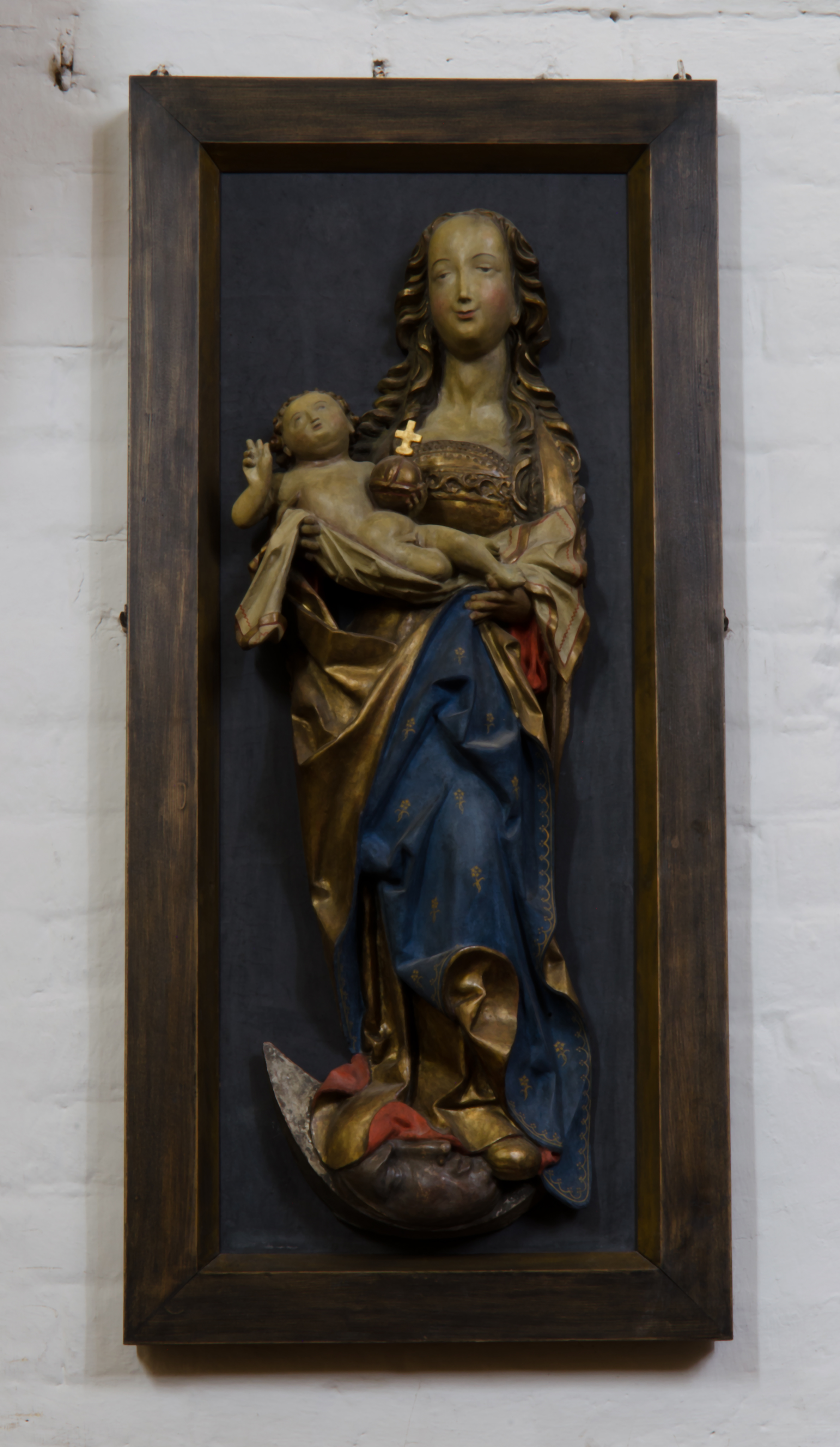
Wiendorfer Madonna

St. Paulus ist eine Saalkirche mit eingerücktem zweijochigem Chor und vorgesetztem Westturm. Der Bau wurde in der Mitte des 13. Jahrhunderts vollendet. Untersuchungen ergaben, dass der Dachstuhl über dem Chorraum um 1254 und über dem Kirchenschiff um 1260 entstand. St. Paulus gehört damit zu den ältesten Stadtkirchen Mecklenburgs. Die Kirche zeigt am Außenbau den Bauschmuck des Übergangsstils mit Lisenengliederung, Dreifenstergruppen und Rundbogenfriesen, am Chorgiebel wurde das Mauerwerk als opus spicatum ausgeführt. Möglicherweise wurden diese über die Klosterkirche Neukloster vermittelt.
Der Turm wurde deutlich später erbaut. Die Holzkonstruktion im Inneren stammt aus dem Jahr 1459, wobei der Turmhelm sein jetziges Aussehen durch eine vollständige Erneuerung im Jahr 1840 erhielt. An der Südseite der Kirche wurde 1830 aus alten Backsteinen ein neugotischer Anbau hinzugefügt.

## Ausstattung
Der Altar sowie die gesamte Ausstattung stammt aus den Jahren 1828 und 1829. Während dieser Zeit erfolgte eine umfassende Renovierung. An der Nordwand des Altarraumes ist eine Triumphkreuzgruppe angebracht. Der Christuscorpus ist gotisch und entstand um das Jahr 1300. Die beiden Assistenzfiguren, Maria und Johannes sind jünger und wurden durch einen Restaurator auf die Epoche des Barock datiert.
In der Mitte des Altarraumes befindet sich das Taufbecken. Dieses wurde 1589 aus grauem Sandstein gefertigt. Auf den sechs Seiten sind der segnende Christus mit der Weltkugel, Johannes, der Täufer, sowie die vier Evangelisten mit ihren Symbolen zu sehen: Markus (mit Löwe), Matthäus (mit geflügeltem Menschen), Lukas (mit Stier) und Johannes (mit Adler). Am oberen Rand verläuft ein Band mit der niederdeutschen Inschrift
„WOL DAR GELOVET VNDE GEDOFT WERT DE WERT SALICH WERDEN .  MARCI 16“ (Markus 16,16 )
An der Südwand hängen Bildnisse der Reformatoren Luther und Melanchthon.
Etwas weiter rechts am südlichen Pfeiler befindet sich eine um 1500, vermutlich vom Rostocker Henning Roleves, gefertigte spätgotische Mariendarstellung mit Christuskind. In Schwaan wird sie die Wiendorfer Madonna genannt, da sie 1945 in Wiendorf auf dem Kirchdachboden gefunden wurde.
Oberhalb der Madonna ist eine 1598 vom fürstlichen Gärtner Siman Hase gespendete Sandsteintafel eingemauert. Die Buchstaben GSMSG stehen hier für „Gott sei mir Sünder gnädig“. Der weitere Text lautet „Anno 1598 habe ich Siman Hase disen Predigstol zu Got(s) Ehren geven“. Dargestellt ist auf der Tafel der zu dem gekreuzigten Jesus betende Stifter, Siman Hase. Die Platte wirkt heute wie ein Epitaph, ist aber der Inschrift nach der einzig erhaltene Teil einer Renaissance-Kanzel, die im 19. Jahrhundert ersetzt wurde.
Das Uhrwerk der Kirchturmuhr wurde 1841 vom Hofuhrmacher Gärtner aus Bad Doberan eingebaut und wurde 1994 bis 1996 restauriert. Die vier Zifferblätter haben jeweils nur einen Stundenzeiger (Einzeigeruhr). Über das Uhrwerk wird ein Viertel- und ein Stundenschlag in Gang gesetzt. Bis heute wird die Uhr einmal wöchentlich mit einer Kurbel aufgezogen.
Zwei Glocken hängen heute im Kirchturm, wobei die größere vor 1603 aus Bronze gegossen wurde und bei einem Durchmesser von 1,44 m 1,76 Tonnen wiegt. Zwei weitere Glocken, von denen die eine aus gotischer Zeit stammte und die andere 1754 gegossen wurde, waren 1901 noch vorhanden, wurden aber später zu Rüstungszwecken eingeschmolzen. Die heutige kleinere Glocke stammt von 1956 und wurde aus Eisenguss gefertigt.

## Orgel

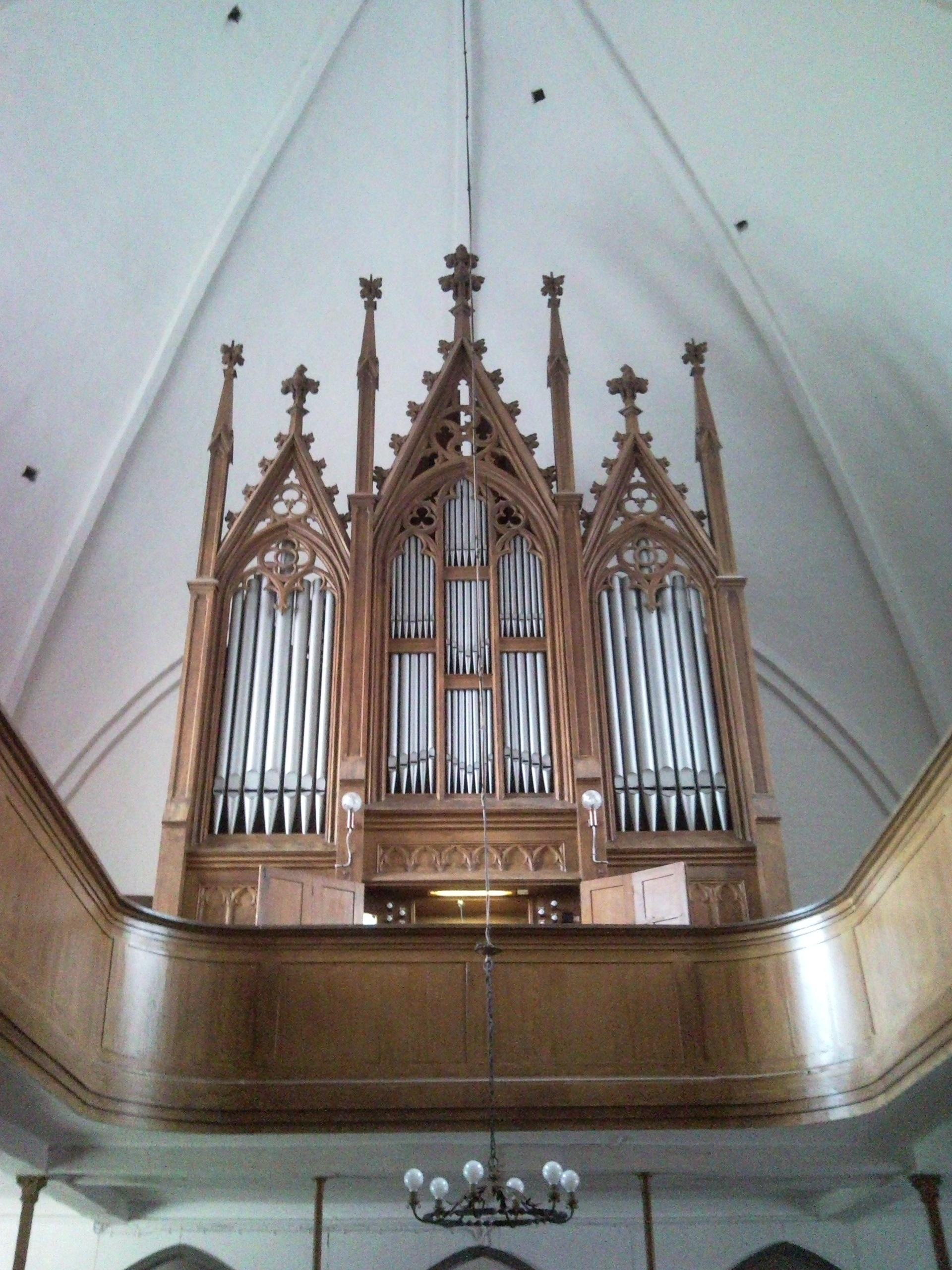
Winzer-Orgel von 1861

Die Orgel auf der Westempore wurde im Jahr 1861 vom Wismarer Orgelbauer Friedrich Wilhelm Winzer gebaut und ist bis auf einen später ergänzten elektrischen Motor noch im Originalzustand erhalten. Nach Restaurierung wurde am 31. Oktober 2022 die Wiedereinweihung mit einem Gottesdienst gefeiert. Das Instrument mit mechanischen Schleifladen verfügt über 21 Register, die auf zwei Manuale und Pedal verteilt sind. Der neugotisch gestaltete Prospekt wird durch drei spitzbogige Pfeifenfelder geprägt, die durch Pilaster gegliedert werden. Das mittlere Flachfeld ist leicht überhöht und in sieben kleinere Felder unterteilt. Das Untergehäuse wird durch ein Spitzbogenfries und der obere Teil durch Maßwerk mit Dreipass und Vierpass verziert und von Fialen mit Kreuzblumen bekrönt. Der vorderspielige Spieltisch ist mittig angebracht. Die Disposition lautet wie folgt:
| I Manual C–f3 |         |
| Bourdon       | 16′     |
| Principal     | 08′     |
| Gemshorn      | 08′     |
| Hohlflöte     | 08′     |
| Gedact        | 08′     |
| Octave        | 04′     |
| Quarte II     | 02 ⁄3′  |
| Terz          | 01 3⁄5′ |
| Mixtur IV     |         |
| Trompete      | 08′     |

| II Manual C–f3    |     |
| Lieblich Gedact 0 | 16′ |
| Viola di Gamba    | 08′ |
| Flauto            | 08′ |
| Lieblich Gedact   | 08′ |
| Prestant          | 04′ |
| Flauto traverso   | 04′ |

| Pedal C–d1   |         |
| Subbaß       | 16′     |
| Principalbaß | 08′     |
| Gedactbaß    | 08′     |
| Quintflöte   | 05 1⁄3′ |
| Posaune      | 16′     |

- Koppel: II/I, I/P
- Calcanten-Klingel

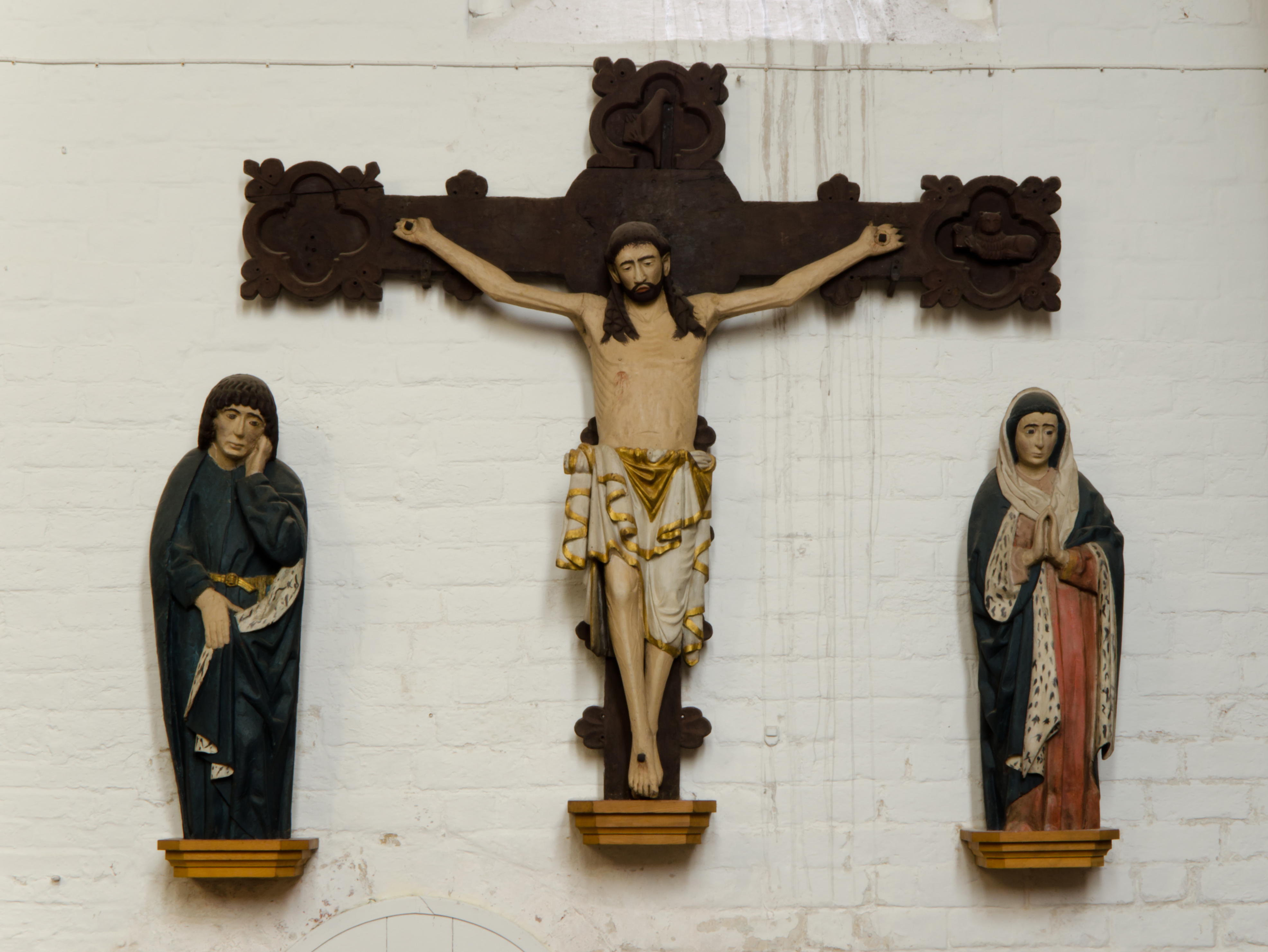
Triumphkreuzgruppe
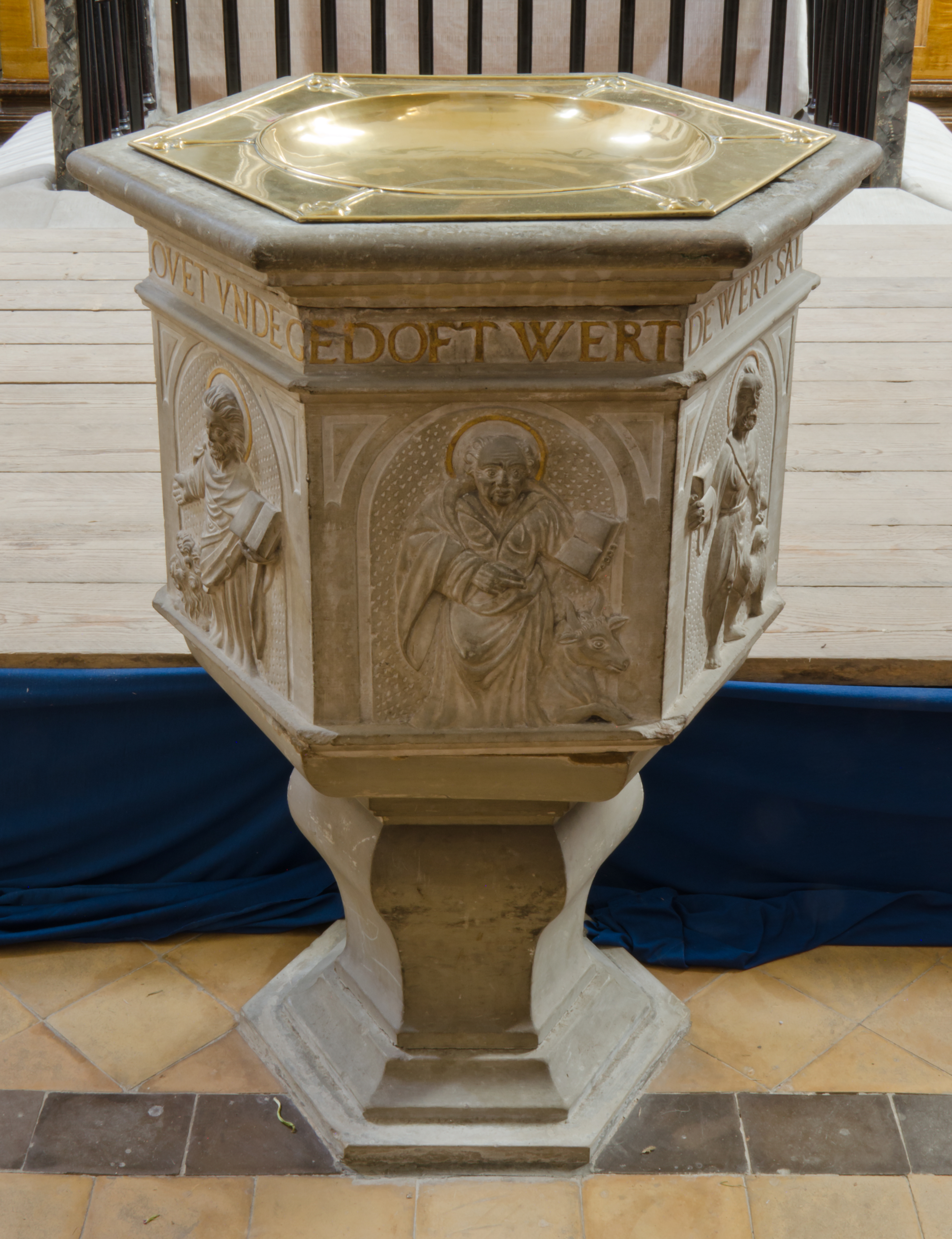
Taufstein
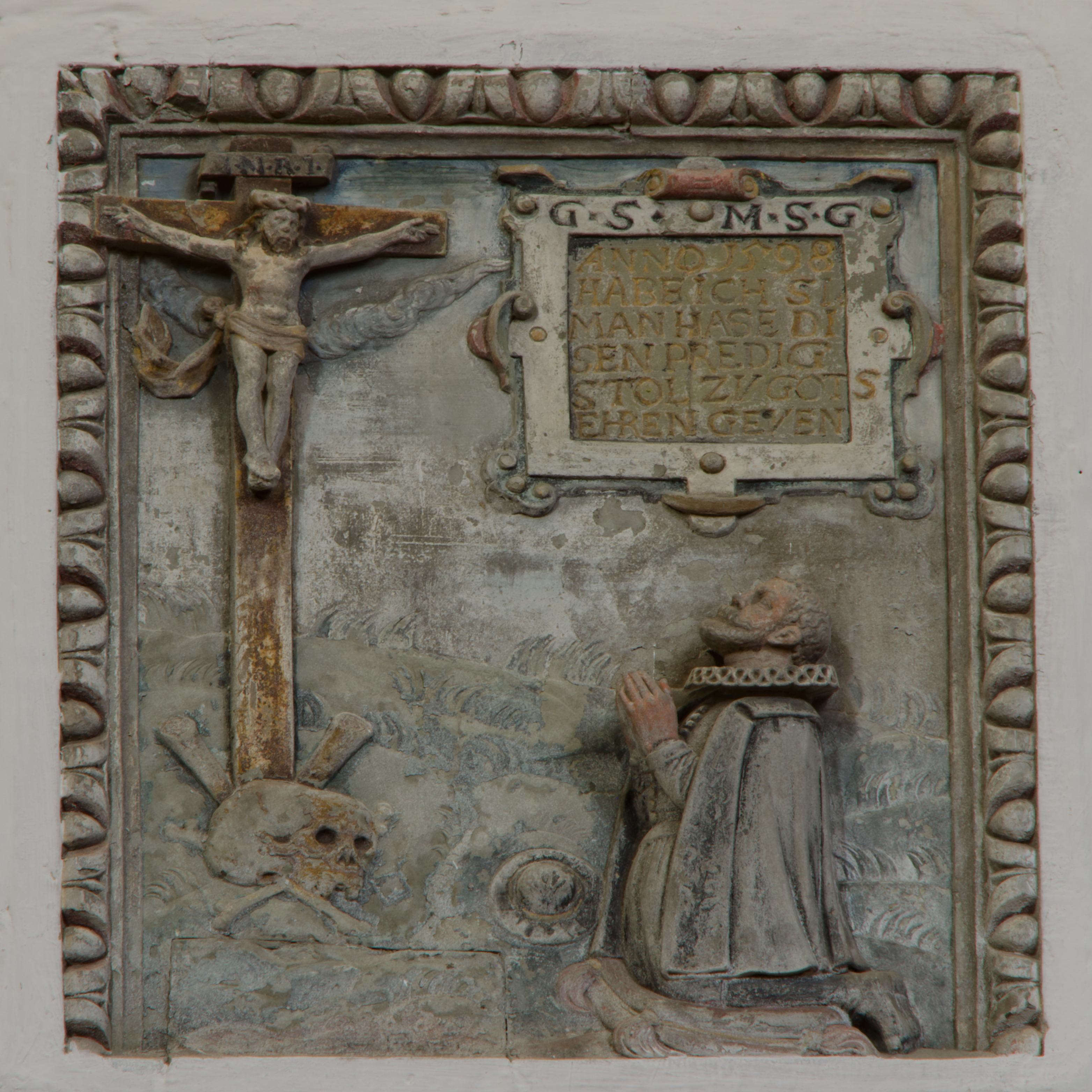
Tafel des Siman Hase